# 리세 카블레
리세 카블레(Lise Cabble, 1958년 1월 10일 ~ )는 덴마크의 가수이다.